# Caisse de Poissy
La Caisse de Poissy est une institution financière ancienne créée au XIVe siècle mais qui prend au cours du temps différentes formes et appellations.
Cette institution assure l'approvisionnement en bestiaux de Paris, en garantissant les paiements des bouchers et en leur proposant, si nécessaire, le crédit nécessaire à leurs achats.
La Caisse perçoit en contrepartie un droit sur toutes les transactions effectuées sur les marchés aux bestiaux.
Par un édit du 6 février 1776, Turgot, contrôleur-général des finances de Louis XVI, supprime la caisse de Poissy « considérée comme une entrave aux transactions commerciales. »
La caisse de Poissy est rétablie par Necker en 1779. Pour les uns c'est parce que « l’approvisionnement de la capitale est trop important pour être laissé aux mains du marché et de la libre concurrence. » pour d'autres « les intéressés à la caisse de Poissy se liguèrent pour rétablir la caisse. » ou « pour subvenir aux frais de la guerre d’Amérique. ».
Elle est supprimée en 1791 par l'Assemblée constituante mais rétablie en 1802 par le Consulat.
Elle est située rue du Mouton.
Elle est définitivement supprimée en 1858 lorsque la corporation des bouchers de Paris est abolie.